# Cinémaginaire (Québec)
 (décembre 2023).
Si vous disposez d'ouvrages ou d'articles de référence ou si vous connaissez des sites web de qualité traitant du thème abordé ici, merci de compléter l'article en donnant les références utiles à sa vérifiabilité et en les liant à la section « Notes et références ».
 (février 2023).
Pour les articles homonymes, voir Cinémaginaire.
Cinémaginaire inc. (anciennement Les Productions Cinématographiques Robert/Louis) est une maison de production créée par Denise Robert et Daniel Louis en 1988 à Longueuil. En 1997, lors de son déménagement à Montréal, la maison est rebaptisée Cinémaginaire. En 2014, elle est acquise par le groupe de médias Zone 3.
Cinémaginaire est le fruit de l'association des producteurs Denise Robert et Daniel Louis.
Depuis sa fondation en 1988, Cinémaginaire compte plus d'une quarantaine de films dans son catalogue dont L'Âge des ténèbres de Denys Arcand, Maurice Richard de Charles Binamé, Mambo Italiano d'Émile Gaudreault et Le Confessionnal de Robert Lepage.
En 2009, le film De père en flic d'Émile Gaudreault se place en tête du box-office au Québec et Canada, en tant que film francophone le plus performant de tous les temps.
En 2024, elle produit Nos belles-sœurs, l'adaptation cinématographique de l'œuvre théâtral Les Belles-sœurs de Michel Tremblay, scénarisé et réalisé par René-Richard Cyr.
Au fil des années, les films produits par Cinémaginaire récoltent plus d'une centaine de prix dans le monde entier : un Oscar pour Les Invasions barbares du cinéaste Denys Arcand, trois César et un David di Donatello.

## Films
- 1988 : À corps perdu
- 1991 : Montréal vu par…
- 1991 : La Demoiselle sauvage
- 1994 : Mouvements du désir
- 1995 : Le Confessionnal
- 1996 : Joyeux Calvaire
- 1996 : Le Siège de l'âme
- 1997 : Le Jour et la Nuit
- 1998 : C't'à ton tour, Laura Cadieux
- 1998-1999 : The artist's special
- 1999 : Laura Cadieux... la suite
- 2000 : La Veuve de Saint-Pierre
- 2000 : Stardom
- 2001 : La Répétition
- 2001 : Nuit de noces
- 2002 : Au plus près du paradis
- 2002 : L'Odyssée d'Alice Tremblay
- 2003 : Mambo Italiano
- 2003 : La Petite Lili
- 2003 : Les Invasions barbares
- 2004 : Ma vie en cinémascope
- 2004 : Ordo
- 2005 : Aurore
- 2005 : Idole instantanée
- 2005 : Les Voleurs d'enfance
- 2005 : Maurice Richard
- 2006 : Roméo et Juliette
- 2006 : Young Triffie (en)
- 2007 : Comment survivre à sa mère
- 2007 : L'Âge des ténèbres
- 2007 : Québec sur ordonnance
- 2008 : Le Grand Départ
- 2009 : Oscar et la dame en rose
- 2009 : De père en flic
- 2010 : L'Enfant prodige
- 2010 : Route 132
- 2011 : Une vie meilleure
- 2011 : Surviving Progress
- 2011 : Le Sens de l'humour
- 2012 : Dérapages
- 2012 : Omertà
- 2013 : 1er Amour
- 2014 : Le Règne de la beauté
- 2014 : Le Vrai du faux
- 2015 : Ego trip
- 2016 : Père fils thérapie!
- 2016 : 1:54
- 2017 : Double peine
- 2017 : De père en flic 2
- 2018 : La Chute de l'empire américain
- 2019 : Menteur
- 2021 : La Parfaite Victime
- 2021 : Sam
- 2021 : Une révision
- 2022 : Filiatrault, le parcours d'une légende
- 2022 : Lignes de fuite
- 2023 : Testament
- 2024 : Nos belles-sœurs